# Beresford (Dakota del Sud)
Beresford è un comune (city) degli Stati Uniti d'America situato tra le contee di Lincoln e Union nello Stato del Dakota del Sud. La popolazione era di 2 005 abitanti al censimento del 2010. I due terzi della parte meridionale fanno parte dell'area metropolitana di Sioux City IA-NE-SD, mentre la terza parte settentrionale fa parte dell'area metropolitana di Sioux Falls. Il Beresford Republic è il principale settimanale della città.

## Geografia fisica
Beresford è situata a 43°04′51″N 96°46′34″W (43.080859, -96.776148).
Secondo lo United States Census Bureau, la città ha una superficie totale di 4,62 km², dei quali 4,62 km² di territorio e 0 km² di acque interne (0% del totale).
A Beresford è stato assegnato lo ZIP code 57004 e lo FIPS place code 04980.

## Storia
Beresford in origine si chiamava Paris, e sotto quest'ultimo nome fu progettata nel 1873. Il nome attuale della città è in onore di Charles Beresford e venne formalmente incorporata il 12 luglio 1884.

## Società

### Evoluzione demografica
Secondo il censimento del 2010, la popolazione era di 2 005 abitanti.

### Etnie e minoranze straniere
Secondo il censimento del 2010, la composizione etnica della città era formata dal 98,45% di bianchi, lo 0,25% di afroamericani, lo 0,15% di nativi americani, lo 0,2% di asiatici, lo 0% di oceanici, lo 0,1% di altre razze, e lo 0,85% di due o più etnie. Ispanici o latinos di qualunque razza erano l'1,1% della popolazione.